# Cultura Korakou
A cultura Korakou é amplamente distribuída em todo o Peloponeso, Ática, Eubeia, Beócia, Fócida, Lócrida, e ilha de Lêucade e desenvolveu-se entre 2650 – 2200/2150 a.C.. A cerâmica típica da cultura Korakou é encontrada na Tessália, em Creta e nas Cíclades. Muitos assentamentos desta cultura, especialmente na Argólida, foram destruídos e incendiados antes de serem abandonadas ou retomadas pelos portadores da cultura Tirinto; Eutresis na Beócia e Colona em Egina são ditas como áreas de transição pacífica para a cultura Tirinto.
Muitos sítios da cultura Korakou continuaram a ser ocupados durante o período seguinte, no entanto, umas grandes quantidades, possivelmente aldeias de pescadores ou fazendas isoladas, foram progressivamente abandonadas, sendo repovoadas apenas durante o período da civilização micênica. O tamanho dos sítios levou a estudiosos acreditarem que havia certa hierarquia social.
As aldeias eram compostas por edifícios retangulares com telhados planificados e alguns fornos fixos. Nas aldeias havia edifícios públicos e, especialmente os sítios costeiros, possuíam fortificações. Estes edifícios eram retangulares e de dois andares, caracterizados por uma série linear de quartos quadrados, salas retangulares no centro e corredores laterais que serviam como escadas. Estes edifícios eram cobertos por telhas geralmente de terracota, no entanto, também foi evidenciada a mistura de xisto com terracota.
Dentro da cultura Korakou, houve grande divergência quanto as práticas funerárias, não havendo um estilo padrão. Entre os principais estão: 
- Sepultamentos em covas unitárias dentro do assentamento (Ayios Stephanos, Lacônia);[1]
- Cemitérios extramuros de cistas contendo sepultamentos múltiplos (Ayios Kosmas e cemitério Tsepi em Maratona, Ática);[1]
- Enterros individuais em pitos, cistas ou poços, todos levantados por plataformas circulares que apoiaram montes cobertos com uma camada de pedra.[1] Todos estão localizados fora do assentamento. Há evidências de cremações em alguns túmulos.[1] Os pitos e cistas construídos de alvenaria eram os túmulos primários e possuíam grande quantidade de bens de túmulos.[1] As cistas de pedra eram secundárias (Lêucade);[1]
- Enterros múltiplos em pequenas câmaras de rochas com abertura vertical (Corinto, Coríntia);[1]
- Enterros múltiplos em tumbas escavadas em câmaras na rocha constituindo um cemitério extramuros (Zygouries, Coríntia);[1]
- Uma série de cemitérios extramuros compostos por tumbas escavadas em câmaras nas rochas utilizadas para inumações múltiplas.[1] As câmaras de pequenas tumbas são circulares ou trapezoidais com telhados inclinados para baixo.[1] As câmaras são abordadas por eixos verticais curtos ou inclinações abruptas.[1] A entrada das câmaras são seladas por lajes de pedra.[1] Os ossos dos mortos possuem cortes, possivelmente provocados durante o corte dos tendões, para facilitar a flexão do cadáver após o rigor mortis (Manika, Eubeia).[1]

A cerâmica korakou é dividida em três classes distintas. Pires, tigelas com jantes em forma de T, grandes mergulhadores com alças aneladas, colheres pequenas, molheira, jarros de bico e ascos são alguns dos produtos manufaturados e se dividem em duas classes. A mais comum é a conhecida Urfirnis do Heládico Inferior (tal alcunha é utilizada para diferenciar o Urfirnis do neolítico). Esta cerâmica é normalmente revestida com uma pintura variando do preto, passando por marrom a vermelho e era frequentemente molhada em uma variedade dessas cores mais escuras. Grandes bacias, frascos de água e numerosas formas menores foram parcialmente pintadas ou tem uma banda simples na borda. Raramente, os vasos são decorados com verdadeiros padrões Urfirnis escuros sobre um fundo de argila clara. A segunda classe é a chamada Cerâmica Amarelo-Mosqueada ou Cerâmica Marfim, que é semelhante a Cerâmica Urfirnis, no entanto, é revestida com um pedaço de cor clara, ao invés de um escuro e geralmente é polido. As cores desta cerâmica variam muito, e incluem amarelo, rosa e cinza-azulado. A maioria das formas fechadas, incluindo hydrias ou jarros de água, é feita em uma superfície pálida, tecidos grosseiramente e normalmente são deixados sem pintura. A terceira classe é composta por rudes cerâmicas de cozinha de superfície escura e não polidas. É composta principalmente por bacias profundas com jantes inclinadas que muitas vezes apresentam uma decoração de plástico e impressões na forma de bandas ou terminais logo abaixo da borda.
Em argila, pitos e fornos de fundição são muitas vezes decoradas com desenhos feitos por materiais cilíndricos. Figuras de animais feitas de barro são bastante comuns (vacas, touros, ovelhas, etc) e, em alguns casos apresentam intencionalmente a barriga cortada, provavelmente indicativo da prática de açougue e possivelmente até mesmo do processo de sacrifício. Diversos selos foram identificados nos sítios da cultura e eram feitos de pedra, terracota e, um único exemplar, de chumbo. Fusos espirais e pesos de tear são comuns. Algumas "âncoras" de terracota aparecem nesse período.
A obsidiana é a matéria-prima principal para confecção de produtos de pedra. Vasos de pedra e estatuetas semelhantes a das Cíclades foram identificados na Ática e Eubeia. Pilões de pedra e moinhos são comuns, assim como contas e pingentes de vários tipos. Machados de pedra (chamados celtas) também são comuns. De osso, pequenas ferramentas de vários tipos são bastante comuns: alfinetes, furadores, agulhas, anzóis, e tubos pequenos para conter pigmentos. Punhais e pinças de cobre/bronze são comuns, este último particularmente nas sepulturas. Há certa quantidade de jóias de ouro em túmulos. Molheiras de ouro e taças de prata são conhecidas da Eubeia.
As estatuetas mais comuns são três animais tridimensionais em terracota, figuras de ovelhas e gado (só a cabeça, pescoço, e ocasionalmente os ombros). A existência de figuras mais complexas é sugerida por fragmentos de bois de Tsoungiza, o que também é a primeira evidência, no continente grego, para o uso de animais de tração ou arado. Figuras humanas são feitas em terracota e mármore. A representação pictórica na cerâmica geralmente toma forma de insetos (especialmente aranhas). Também foi identificada uma cena de um quadrúpede amamentando seus filhotes.